# Anatella simpatica
Anatella simpatica är en tvåvingeart som beskrevs av Dziedzicki 1923. Anatella simpatica ingår i släktet Anatella och familjen svampmyggor. Arten är reproducerande i Sverige. Inga underarter finns listade i Catalogue of Life.